# Distrito de Rotemburgo del Wumme
El Distrito de Rotemburgo del Wumme (en alemán: Landkreis Rotenburg (Wümme)) es un distrito ubicado geográficamente en el noreste de Baja Sajonia (Alemania) entre Bremen, Bremerhaven y Hamburgo. La capital del distrito es Rotemburgo del Wumme. Este distrito limita al oeste con el distrito de Verden, Osterholz y Cuxhaven, al norte con el distrito de Stade, al este limita con el distrito de Harburgo y al sur y este con el distrito de Heide. Antiguamente el viejo distrito de Rotemburgo del Wumme se denominaba (desde el 15 de mayo de 1969 como Rotemburgo en Hannover, abreviado como Rotenburg (Hann.) y tenía el código de la matrícula ROH. Con el cambio de denominación el actual es ROW para Rotemburgo del Wumme.

## Geografía
El distrito tiene en la parte sudeste una parte del territorio en el Brezal de Luneburgo, al sudoeste en el valle del Wumme. El norte del distrito posee tierras en el Teufelsmoor.

## Composición del distrito
(Habitantes a 30 de junio de 2005)

### Unión de municipios
1. Bremervörde, Ciudad (19.169)
2. Gnarrenburg (9.567)
3. Rotemburgo del Wumme, Ciudad (22.111)
4. Scheeßel (12.935)
5. Visselhövede, Ciudad (10.659)

### Samtgemeinden
Posición de la administración *
- 1. Samtgemeinde Bothel (8.734)

1. Bothel * (2.460)
2. Brockel (1.377)
3. Hemsbünde (1.238)
4. Hemslingen (1.589)
5. Kirchwalsede (1.295)
6. Westerwalsede (775)

- 2. Samtgemeinde Fintel (7.614)

1. Fintel (2.961)
2. Helvesiek (850)
3. Lauenbrück * (2.143)
4. Stemmen (928)
5. Vahlde (732)

| - 3. Samtgemeinde Geestequelle (6.663) 1. Alfstedt (839) 2. Basdahl (1.493) 3. Ebersdorf (1.131) 4. Hipstedt (1.323) 5. Oerel * (1.877) - 4. Samtgemeinde Selsingen (9.263) 1. Anderlingen (941) 2. Deinstedt (699) 3. Farven (733) 4. Ostereistedt (985) 5. Rhade (1.125) 6. Sandbostel (816) 7. Seedorf (603) 8. Selsingen * (3.361) | - 5. Samtgemeinde Sittensen (10.985) 1. Groß Meckelsen (490) 2. Hamersen (482) 3. Kalbe (565) 4. Klein Meckelsen (908) 5. Lengenbostel (464) 6. Sittensen * (5.586) 7. Tiste (876) 8. Vierden (820) 9. Wohnste (794) - 6. Samtgemeinde Sottrum (14.297) 1. Ahausen (1.824) 2. Bötersen (1.083) 3. Hassendorf (1.141) 4. Hellwege (1.097) 5. Horstedt (1.384) 6. Reeßum (1.769) 7. Sottrum * (5.999) | - 7. Samtgemeinde Tarmstedt (10.988) 1. Breddorf (1.192) 2. Bülstedt (713) 3. Hepstedt (1.033) 4. Kirchtimke (985) 5. Tarmstedt * (3.611) 6. Vorwerk (1.096) 7. Westertimke (637) 8. Wilstedt (1.721) - 8. Samtgemeinde Zeven (22.017) 1. Elsdorf (2.099) 2. Gyhum (2.411) 3. Heeslingen (4.876) 4. Zeven, Ciudad * (12.631) |